# Namiestnicy Puli
Namiestnicy miasta Pula w Istrii reprezentujący kolejne władze państwowe.

## Republika Wenecka
- Andrea (1186)
- Odolricus (1194)
- Ruggero Morosini, podesta (1199)
- Giovanni della Torre, podesta (1220)
- Giovanni de Rosa, podesta (1223)
- Ranieri Zeno, podesta (1225)
- Marino Mauroceno, kniaź Puli i podesta (1226)
- Nassinguerra Sergi, podesta (1233)
- Nassinverra Sergi, podesta (1242)
- Galvagnus Sergi, podesta (1951)
- Sergio Castropola, capitano del popolo (kapitan ludowy) (1265)
- Nicolaus Quirinus, podesta (1272)
- Nicolò da Pola, kapitan ludowy (1289)
- Martino della Torre, podesta (1293–1294)
- Bartolomeo dei Vitrei, podesta (1296)
- Pagano della Torre, podesta (1297)
- Giovanni Soranzo, podesta (1299–1300)
- Monfiorito da Coderta, podesta (1304–1305)
- Pietro de Castropola, wielki konsul i generalny kapitan (1305)
- Sergio II Castropola, kapitan (1312)
- Sergio II Catropola i Nassinguerra IV Castropola, generalni i wieczyści kapitanowie (1313)
- Sergio II Castropola i Nassinguerra IV Castropola, kapitanowie grodu (1318)
- Giovanni Querini, podesta (1319)
- G Morosini, podesta (1326–1327)
- Giorgio Baseggio, podesta (1328)
- Orso Giustiniani, podesta (1330)
- Pietro Viti i Biaggio Dettacomandi, kapitanowie ludowi (1331)
- Tomaso Contarini, konsul (1331)
- Bertuccio Michiel, kniaź (1331–1332)
- Pietro Civran, kniaź (1332–1333)
- Giovanni Caroso, kniaź (1333–1334)
- Giovanni Valaresso, kniaź(1334)
- Paolo Diedo, pulski kniaź (1335)
- Pietro Bragadin, pulski kniaź (1336)
- Giovanni Bragadin, pulski kniaź (1336)
- Damiano Natale, pulski kniaź (1338–1339)
- Marco Mercuzio Duodo, pulski kniaź (1339–1340)
- Ordelaffo Falier, pulski kniaź (1340–1341)
- Michele Giustinian, pulski kniaź (1341–1342)
- Tomaso Gradenigo, pulski kniaź (1342–1343)
- Filippo da Molin, pulski kniaź (1341–1344)
- Marco Morosini, pulski kniaź (1344–1345)
- Andrea Morosini, pulski kniaź (1347–1348)
- Marino Badoer, pulski kniaź (1348–1349)
- Andreolo Badoer, pulski kniaź (1349–1350)
- Giovanni Caroso, pulski kniaź (1350–1351)
- Andrea Zane, pulski kniaź (1351–1352)
- Nicolo' Zeno, pulski kniaź (1352–1353)
- Giovanni Zorzi, pulski kniaź (1353–1354)
- Zuane Legoveli, pulski kniaź (1356)
- Pietro Corner, pulski kniaź (1361–1362)
- Andrea Loredan, pulski kniaź (1362–1363)
- Ermolao Darmer (Dalmario), pulski kniaź (1363–1364)
- Vittore Pisani, pulski kniaź (1364)
- Dardo Polani, pulski knez (1364)
- Andrea Loredan, pulski knez (1364)
- Andrea Gradenigo, pulski knez (1365)
- Bertuccio Corner, pulski knez (1365)
- Marin Sanudo, pulski knez (1366)
- Francesco Venier, pulski knez (1367)
- Francesco Zane, pulski knez (1372)
- Marco Corner, pulski knez (1373)
- Francesco Venier, pulski knez (1376)
- Domenico Bon, pulski knez (1377)
- Giovanni Diedo, pulski knez (1378)
- Maffeo Contarini, pulski knez (1380)
- Artico da Udine, gubernator i kapitan (1381)
- Angelo Bragadin, kapitan i pulski rektor (1381)
- Andrea Loredan, pulski knez (1381–1382)
- Pietro Venier, pulski knez (1383–1384)
- Andrea Paradiso, pulski knez (1384–1385)
- Nicolo' Foscarini, pulski knez (1385–1386)
- Domenico Bon, pulski knez (1386–1388)
- Giovanni Moro, pulski knez (1391–1394)
- Jacopo Valaresso, pulski knez (1396)
- Giovanni Moro, pulski knez (1398)
- Giacomo Zorzi, pulski knez (1400)
- Ranieri Venier, pulski knez (1401–1402)
- Marco Badoer, pulski knez (1402–1403)
- Bernardo Pisani, pulski knez (1404)
- Pietro Miani, pulski knez (1408)
- Mose' Grimani, pulski knez (1412–1413)
- Nicolo' Barbo, pulski knez (1413–1414)
- Cristofaro Marcello, pulski knez (1414–1415)
- Andrea Loredan, pulski knez (1415–1416)
- Andrea Loredan, pulski knez (1418)
- Leone Moro, pulski knez (1418)
- Biagio Venier, pulski knez (1418–1419)
- Bernardo Sagredo, pulski knez (1420–1421)
- Matteo Barbaro, pulski knez (1422–1423)
- Bartolomeo Vetturi, pulski knez (1423–1424)
- Giacomo Priuli, pulski knez (1424–1425)
- Giovanni Balbi, pulski knez (1425–1426)
- Bertuccio Gabriel, pulski knez (1426–1427)
- Pietro Morosini, pulski knez (1427–1428)
- Nicolo' Arimondo, pulski knez (1428–1429)
- Matteo Manolesso, pulski knez (1429)
- Nicolo' Raimondo (Arimondo), pulski knez (1429)
- Giusto Venier, pulski knez (1431)
- Marco Navagier, pulski knez (1432)
- Benedetto Barbaro, pulski knez (1433)
- Benedetto Barozzi, pulski knez (1433–1434)
- Giovanni Dolfin, pulski knez (1435)
- Matteo Gradenigo, pulski knez (1437)
- Benedetto da Mula, pulski knez (1439)
- Giacomo Priuli, pulski knez (1439)
- Nicolo' Arimondo, pulski knez (1439–1440)
- Leone Viaro, pulski knez (1441)
- Antonio Condulmier, pulski knez (1442–1443)
- Michele Leon, pulski knez (1443)
- Giacomo Priuli, pulski knez (1444–1445)
- Michel Caotorta, pulski knez (1445–1446)
- Trojano Bon, pulski knez (1446–1447)
- Marco Barbaro, pulski knez (1447–1448)
- Lorenzo Gradenigo, pulski knez (1448–1449)
- Benedetto Soranzo, pulski knez (1450–1452)
- Lodovico Alvise Venier, pulski knez (1452–1453)
- Alvise Morosini, pulski knez (1453–1454)
- Pietro Zen, pulski knez (1455–1456)
- Marin Balbi, pulski knez (1456–1458)
- Marco Barbaro, pulski knez (1458)
- Paolo da Riva, pulski knez (1459)
- Giovanni Zulian, pulski knez (1461)
- Pietro Gabriel, pulski knez (1462)
- Bertuccio Gabriel, pulski knez (1462–1463)
- Francesco Leon, pulski knez (1463–1464)
- Federico Valaresso, pulski knez (1465)
- Francesco Barbo, pulski knez (1466)
- Giacomo Zorzi, pulski knez (1468)
- Troilo Malipiero, pulski knez (1469–1471)
- Leonardo da Ca' da Pesaro, pulski knez (1471)
- Priamo Contarini, pulski knez (1472)
- Massimo Valier, pulski knez (1474)
- Francesco Bondulmier, pulski knez (1475)
- Michele Emo, pulski knez (1477)
- Pietro Gritti, pulski knez (1478)
- Pietro Corner, pulski knez (1479)
- Marino Boldu', pulski knez (1481)
- Fantin Valaresso, pulski knez (1482–1483)
- Giovaanni Battista Calbo, pulski knez (1484)
- Marin Corner, pulski knez (1486)
- Pietro Guoro, pulski knez (1487)
- Stefano Priuli, pulski knez (1488)
- Andrea Malipiero, pulski knez (1489)
- Giovan Francesco Marcello, pulski knez (1493)
- Alvise Zorzi, pulski knez (1494)
- Andrea Diedo, pulski knez (1494)
- Marco Tron, pulski knez (1496)
- Bortolo Calbo, pulski knez (1497)
- Marco Navager, pulski knez (1499–1500)
- Lorenzo Gisi, pulski knez (1500)
- Fantin Pesaro, pulski knez (1501–1502)
- Francesco da Canal, pulski knez (1503–1504)
- Giovan Francesco Badoer, pulski knez (1504–1506)
- Antonio Venier, pulski knez (1506–1507)
- Vincenzo Salamon, pulski knez (1507)
- Francesco Zane, pulski knez (1508–1510)
- Giovanni Zorzi, pulski knez (1510)
- Giovanni Bolani (1512)
- Giovanni Bragadin, pulski knez (1513)
- Antonio Badoer, pulski knez (1515)
- Nicolo' Dolfin, pulski knez (1516)
- Giacomo Zen, pulski knez (1518)
- Alvise Salamon, pulski knez (1519)
- Carlo Bembo, pulski knez (1521)
- Leonardo Loredan, pulski knez (1522–1524)
- Pietro Contarini, pulski knez (1527)
- Pietro Salamon, pulski knez (1528)
- Giovan Francesco Balbi, pulski knez (1529)
- Cristofaro Civran, pulski knez (1530)
- Michel Quirini, pulski knez (1532)
- Marc'Antonio Zorzi, pulski knez (1533)
- Alvise Morosini, pulski knez (1534)
- Bernardo Morosini, pulski knez (1535–1536)
- Benedetto Balbi, pulski knez (1536–1537)
- Marin Bragadin, pulski knez (1537–1538)
- Gabriel Zorzi, pulski knez (1539)
- Alvise Morosini, pulski knez (1540)
- Daniel Quirino, pulski knez (1541)
- Carlo Zen, pulski knez (1543–1544)
- Leonardo Pisani, pulski knez (1544–1545)
- Marc'Antonio Emiliani, pulski knez (1545)
- Marc'Antonio Paruta, pulski knez (1547)
- Gerolamo Calbo, pulski knez (1548–1549)
- Gerolamo Michiel, pulski knez (1549)
- Matteo Mocenigo, pulski knez (1551)
- Nicolo' Venier, pulski knez (1552)
- Nicolo' Michiel, pulski knez (1553–1554)
- Pietro Mocenigo, pulski knez (1555)
- Gerolamo Zorzi, pulski knez (1556)
- Giovanni Manolesso, pulski knez (1558)
- Giovanni Dona', pulski knez (1559)
- Luca de Mezzo, pulski knez (1560–1561)
- Sebastian Trevisan, pulski knez (1562)
- Francesco Capello, pulski knez (1563–1564)
- Lorenzo Raimondo, pulski knez (1565)
- Francesco Bembo, pulski knez (1566)
- Benedetto Malipiero, pulski knez (1567)
- Giustiniano Badoer, pulski knez (1568)
- Paolo Zane, pulski knez (1569)
- Alvise Zancaruol, pulski knez (1569–1571)
- Troilo Malipiero, pulski knez (1571)
- Cesare Michiel, pulski knez (1572)
- Nicolo' Duodo, pulski knez (1573)
- Girolamo Malipiero, pulski knez (1575)
- Nicolo' Michiel, pulski knez (1577)
- Albano Michiel, pulski knez (1578)
- Giovan Battista Calbo, pulski knez (1580)
- Marino Malipiero, providur (1581) i pulski knez (1582–1583)
- Sante Tron, pulski knez (1584)
- Orsato Memo, pulski knez (1585)
- Filippo Diedo, pulski knez (1588)
- Paolo Pisani, pulski knez (1590)
- Domenico Diedo, pulski knez (1591)
- Ferrigo Malatesta, pulski knez (1592)
- Alessandro Pasqualigo, pulski knez (1594)
- Giacomo Malipiero, pulski knez (1595)
- Stefano Bollani, pulski knez (1596)
- Andrea Bembo, pulski knez (1597)
- Vettor Morosini, pulski knez (1598)
- Francesco Duodo, pulski knez (1599)
- Zaccaria Giustinian, pulski knez (1600–1603)
- Pietro Donado, pulski knez (1605–1606)
- Lorenzo Ghisi, pulski knez (1606–1607)
- Giacomo Grimani, pulski knez (1607)
- Lunardo Malipiero, pulski knez (1612)
- Pietro Boldu', pulski knez (1614)
- Antonio Longo, pulski knez (1615)
- Girolamo Pollani, pulski knez (1616)
- Vido Avogaro, pulski knez (1616)
- Luca Pollani, pulski knez (1618)
- Sebastian Querini, pulski knez (1620)
- Francesco Bragadin, pulski knez (1621)
- Cristoforo Duodo, pulski knez (1623)
- Alvise Dolfin, pulski knez (1624)
- Angelo da Mosto, rašporski kapetan (1625)
- Girolamo Pollani, pulski knez (1625)
- Bartolomeo Magno, pulski knez (1626)
- Vlatico Cossazza, pulski knez (1628)
- Giovanni Pietro Barozzi, pulski knez (1633)
- Luca Polani, pulski knez (1634–1635)
- Angelo Dona', pulski knez (1635)
- Filippo Salomon, pulski knez (1636)
- Giovan Battista Marin, pulski knez (1637)
- Paolo Minio, pulski knez i providur (1638)
- Vincenzo Bragadin, pulski knez i providur (1638)
- Francesco Querini, pulski knez i providur (1640)
- Pietro Basadonna, pulski knez i providur (1640–1641)
- Antonio Bragadin, pulski knez i providur (1641–1642)
- Giovanni Contarini, pulski knez i providur (1643)
- Gerolamo Zusto, pulski knez i providur (1644–1646)
- Domenico Orio, pulski knez i providur (1646–1647)
- Daniele Trevisan, pulski knez i providur (1648–1649)
- Andrea Gritti, pulski knez i providur (1649)
- Vincenzo Malipiero, pulski knez i providur (1651)
- Lorenzo Malipiero, pulski knez i providur (1652)
- Ottavian Zorzi, pulski knez i providur (1653)
- Filippo Balbi, pulski knez i providur (1654–1655)
- Nicolo' Foscarini, pulski knez i providur (1655–1656)
- Benedetto Contarini, pulski knez i providur (1657)
- Almoro' Barbaro, pulski knez i providur (1658)
- Antonio da Mosto, pulski knez i providur (1659)
- Baldissera Dolfin, pulski knez i providur (1661)
- Nicolo' Bragadin, pulski knez i providur (1662)
- Angelo Bembo, pulski knez i providur (1663–1664)
- Carlo Corner, pulski knez i providur (1665)
- Giovanni Soranzo, pulski knez i providur (1666–1667)
- Marchio' Coppo, privremeni pulski knez i providur (1667)
- Giacomo Foscarini, pulski knez i providur (1667–1668)
- Matteo Soranzo, pulski knez i providur (1669)
- Lucio Balbi, pulski knez i providur (1670)
- Marco Loredan, pulski knez i providur (1672)
- Marin Riva, pulski knez i providur (1673)
- Bernardo Gritti, pulski knez i providur (1674)
- Camillo Zane, pulski knez i providur (1676)
- Paolo Pasqualigo, pulski knez i providur (1677–1678)
- Giovan Andrea Trevisan, pulski knez i providur (1678–1679)
- Alessandro Priuli, pulski knez i providur (1680–1681)
- Benetto Trevisan, pulski knez i providur (1681–1682)
- Giacomo Morosini, pulski knez i providur (1682–1683)
- Alessandro Priuli, pulski knez i providur (1684–1685)
- Marco Balbi, pulski knez i providur (1685–1686)
- Fernando Priuli, pulski knez i providur (1686–1687)
- Angelo Corner, pulski knez i providur (1688–1689)
- Gerolamo Marcello, pulski knez i providur (1689–1690)
- Giacomo Vitturi, pulski knez i providur (1690–1691)
- Pellegrin Baseggio, pulski knez i providur (1692–1693)
- Lodovico Balbi, pulski knez i providur (1693–1695)
- Stae Duodo, pulski knez i providur (1695)
- Alessandro Dona', pulski knez i providur (1695–1696)
- Francesco Trevisan, pulski knez i providur (1696–1697)
- Giovanni Barbaro, pulski knez i providur (1697)
- Gerolamo Barbaro, pulski knez i providur (1697–1699)
- Marco Bragadin, pulski knez i providur (1699)
- Marco Priuli, privremeni kapetan (1700)
- Tomaso Morosini, pulski knez i providur (1700–1701)
- Giulio Pasqualigo, pulski knez i providur (1701–1702)
- Daniele Balbi, pulski knez i providur (1703–1704)
- Giacomo Barbaro, pulski knez i providur (1704–1705)
- Andrea Baseggio, pulski knez i providur (1706–1707)
- Domenico Semitecolo, pulski knez i providur (1708–1709)
- Pietro Loredan, pulski knez i providur (1709–1710)
- Bernardo Balbi, pulski knez i providur (1710–1711)
- Marin Badoer, pulski knez i providur (1712–1713)
- Nicolo' Giustinian, pulski knez i providur (1713–1714)
- Domenico Trevisan, pulski knez i providur (1714–1715)
- Marc'Antonio Semitecolo, pulski knez i providur (1716–1717)
- Giustin Dona', pulski knez i providur (1717–1718)
- Dandolo Giustino, pulski knez i providur (1718)
- Nicolo' Venier, pulski knez i providur (1718–1719)
- Giovanni Vitturi, pulski knez i providur (1720)
- Gio Batta Baseggio, pulski knez i providur (1720–1722)
- Giacomo Pasqualigo, pulski knez i providur (1722–1723)
- Angelo Dona', pulski knez i providur (1724)
- Giovanni Baseggio, pulski knez i providur (1725–1726)
- Giovanni Falier, pulski knez i providur (1728)
- Andrea Trevisan, pulski knez i providur (1729–1731)
- Michel Angelo Semenzi, pulski knez i providur (1732)
- Iseppo Priuli, pulski knez i providur (1732)
- Almoro' Tiepolo, pulski knez i providur (1732–1733)
- Benedetto Marcello, pulski knez i providur (1733–1735)
- Girolamo Soranzo, pulski knez i providur (1735–1737)
- Francesco Antonio Pasqualigo, pulski knez i providur (1737–1738)
- Giovan Battista Malipiero, pulski knez i providur (1738–1739)
- Pasqual Cicogna, pulski knez i providur (1739–1741)
- Giovan Francesco Sagredo, pulski knez i providur (1741–1742)
- Alvise Bragadin, pulski knez i providur (1747–1749)
- Pietro Antonio Bembo, pulski knez i providur (1749–1750)
- Giovan Francesco Moro, pulski knez i providur (1750–1752)
- Domenico Soranzo, pulski knez i providur (1752–1753)
- Francesco Dona', pulski knez i providur (1753–1754)
- Antonio Cicogna, pulski knez i providur (1754–1756)
- Bembo Valier, pulski knez i providur (1756–1757)
- Antonio Longo, pulski knez i providur (1757–1759)
- Lunardo Balbi, pulski knez i providur (1760)
- Giovan Domenico Loredan, pulski knez i providur (1760–1761)
- Simon Marin, pulski knez i providur (1761–1763)
- Giovanni Querini, pulski knez i providur (1763–1764)
- Girolamo Marcello, pulski knez i providur (1764–1766)
- Gaetano Minotto, pulski knez i providur (1766–1767)
- Mario Contarini, pulski knez i providur (1767–1768)
- Giovanni Balbi, pulski knez i providur (1768–1770)
- Girolamo Zorzi, pulski knez i providur (1770–1771)
- Antonio Corner, pulski knez i providur (1771–1773)
- Pietro Porta, pulski knez i providur (1773–1774)
- Pietro Alessandro Manolesso, pulski knez i providur (1775–1776)
- Pasquale Cicogna, pulski knez i providur (1776–1778)
- Nicolo' Pisani, pulski knez i providur (1778–1779)
- Vincenzo Dona', pulski knez i providur (1779–1780)
- Giovanni Cicogna, pulski knez i providur (1781–1782)
- Francesco Bembo, pulski knez i providur (1782–1783)
- Antonio Morosini, pulski knez i providur (1784–1785)
- Alessandro Bon, pulski knez i providur (1785–1786)
- Marchio' Balbi, pulski knez i providur (1786–1787)
- Angelo Maria Orio, pulski knez i providur (1788–1789)
- Antonio Barbaro, pulski knez i providur (1789–1790)
- Almoro' Gabriele Ranieri, pulski knez i providur (1790–1791)
- Francesco Balbi, pulski knez i providur (1792–1793)
- Andrea Dolfin, pulski knez i providur (1793–1794)
- Z Alvise da Mosto, pulski knez i providur (1794–1795)
- Antonio Cicogna, pulski knez i providur (1796–1797)

## Austria
- Antonio Cicogna, dyrektor polityczny (1797–1805)

## Królestwo Włoch (napoleońskie)
- Giuseppe Lombardo, delegat (1807)
- Pietro Crescevani, podesta (1808)
- Domenico Bradamante, podesta (1809)
- Giuseppe Muazzo - Cinei, naczelnik grodu (1811–1813)

## Austria
- Domenico Bradamante, (1814)
- Tiziano Vareton, podesta (1814–1816)
- Andrea Razzo, podesta (1816–1822)
- Francesco Crescevani, podesta (1822–1830)
- Andrea Razzo, podesta (1831–1840)
- Guglielmo Lombardo, podesta (1840–1845)
- Giovanni Lombardo, podesta (1846–1861)
- Francesco Marinoni, podesta (1861–1864)
- Nicolo' Rizzi, podesta (1864–1869)
- Angelo Demartini, podesta (1869–1876)
- Antonio Barsan, podesta (1876–1879)
- Vladimiro Czermak, komisarz (1879–1884)
- Giovanni Augusto Wassermann, podesta (1884–1887)
- Antonio Barsan, podesta (1887–1889)
- Lodovico Rizzi, podesta (1889–1904)
- Domenico Stanich, (1904–1905)
- Domenico Stanich, podesta (1905–1906)
- Domenico Stanich, (1906–1909)
- Giuseppe Bregato, (1909)
- Guglielmo Vareton, (1909–1910)
- Guglielmo Vareton, podesta (1910–1912)
- Rodolfo Gorizzutti, (1912–1916)
- Gualtiero Pfeifer, (1916–1917)
- Walter Pfeifer, (1917–1918)

## Królestwo Włoch (zjednoczone)
- Domenico Stanich, (1918)
- Luigi Amelotti, komisarz (1919–1922)
- Giuseppe Carvin, naczelnik grodu (1922–1923)
- Lodovico Rizzi, naczelnik prefektury (1923–1926)
- G Antonio Merizzi, naczelnik prefektury (1926–1928)
- Luigi Bilucaglia, podesta (1928–1934)
- Giovanni D'Alessandro, naczelnik prefektury (1934–1935)
- Luigi E Dragicchio, podesta (1935–1942)
- Egidio Iaci, naczelnik prefektury (1942–1943)
- Antonio De Berti, naczelnik prefektury (1943)

## Adriatyckie Przymorze
- Augusto de Manerini, prefekturni namjesnik (1944–1945)

## Jugosłowiańska Armia Ludowa
- Francesco Nefat, (1945)

## Wolne Terytorium Triestu
- Giorgio Dagri, przewodniczący strefy (1945–1947)

## Jugosławia
- Franjo Nefat, (1947–1954)
- Mirko Perković, (1954–1958)
- Anton Bubić, (1958–1962)
- Ivan Brljafa, (1963)
- Anton Vidulić, (1963–1965)
- Anton Pavlinić, (1965–1969)
- Josip Lazarić, (1969–1974)
- Josip Kolić, (1974–1982)
- Stanko Kuftić, (1982–1983)
- Šime Vidulin, (1983–1984)
- Anton Šuran, (1984–1985)
- Vinko Jurcan, (1985–1986)
- Ivica Percan, (1986–1990)

## Chorwacja
- Luciano Delbianco, (1990–1993)
- Igor Štoković, (1993–1996)
- Giankarlo Župić, (1997–2001)
- Luciano Delbianco, (2001–2005)
- Valter Drandić, (2005–2006)
- Boris Miletić, (2006 - )